# Ryszard Kowalski (opozycjonista)
Ryszard Kowalski (ur. w 1939 we wsi Kwaczała, zm. w 1983) – polski działacz opozycji demokratycznej w okresie PRL, przewodniczący Komisji Zakładowej NSZZ „Solidarność” w Hutniczym Przedsiębiorstwie Remontowym Zakład Nr 4 w Dąbrowie Górniczej. Aresztowany i szykanowany w stanie wojennym, zmarł w niewyjaśnionych okolicznościach.

## Życiorys
Był przewodniczący Komisji Zakładowej NSZZ „Solidarność” w Hutniczym Przedsiębiorstwie Remontowym Zakład Nr 4 w Dąbrowie Górniczej stanowiącym część Huty „Katowice”. Po wprowadzeniu stanu wojennego z racji pełnionej funkcji włączył się w organizację strajku na terenie Huty „Katowice” w Dąbrowie Górniczej trwającego w dniach 14–23 grudnia 1981. W trakcie strajku nadzorował służby porządkowe, rozdzielał żywność oraz nakłaniał uczestników do kontynuowania strajku. Po pacyfikacji strajku Postanowieniem Prokuratury Rejonowej w Dąbrowie Górniczej z dnia 29 grudnia 1981 został tymczasowo aresztowany i osadzony w Areszcie Śledczym w Sosnowcu. Jednocześnie z dniem 30 grudnia 1981 został zwolniony z pracy. Więziony był bez rozprawy i wyroku. Postanowieniem Sądu Śląskiego Okręgu Wojskowego we Wrocławiu z dnia 21 stycznia 1983 uchylono środek zapobiegawczy w postaci tymczasowego aresztowania Ryszarda Kowalskiego. 
22 stycznia 1983 został zwolniony z Aresztu Śledczego (według innych źródeł; 24 stycznia). Krótko później zginął w niewyjaśnionych okolicznościach. 7 lutego 1983 wyszedł z domu w poszukiwaniu pracy i zaginął. Jego zwłoki wyłowiono z Wisły w pobliżu Krakowa 30 lub 31 marca 1983. Lekarze mający z nim wcześniej kontakt w szpitalu wykluczyli skłonności samobójcze. Ryszard Kowalski wymieniany jest wśród ofiar śmiertelnych stanu wojennego w Polsce. 
W 2019 roku pośmiertnie, postanowieniem Prezydenta RP Andrzeja Dudy został odznaczony Krzyżem Wolności i Solidarności. 